# Stallions de Birmingham (2022)
Ne doit pas être confondu avec Stallions de Birmingham (1983).
Stade
Maillots
Champion 
USFL 2022, 2023
UFL 2024
Saison en cours
Les Stallions de Birmingham (en anglais : Birmingham Stallions) sont une franchise professionnelle de football américain basée à Birmingham dans Alabama.
Depuis 2024, son équipe joue dans la United Football League (UFL) après avoir participé aux championnats de la United States Football League (USFL) en 2022 et 2023.
Les propriétaires des équipes de cette ligue sont la Fox Corporation (50 %), Dany Garcia, Dwayne Johnson et la RedBird Capital Partners (50 %) et elles sont gérées par la société Alpha Acquico de  Dwayne Johnson et la Fox Corporation.
Les Stallions jouent leurs matchs à domicile au Protective Stadium.

## Histoire
Le 22 novembre 2021, à l'occasion du show The Herd with Colin Cowherd (en) sur la Fox Sports 1, le présentateur annonce officiellement que les Stallions de Birmingham seront une des huit franchises à prendre part à la nouvelle compétition de l'USFL.
Le 6 janvier 2022, lors du même show, il est révélé que l'entraîneur principal des Stallions sera Gene Chizik, ancien entraîneur en NCAA. Chizik confirme l'information mais les deux parties n'arrivent pas à se mettre d'accord et il décide finalement de devenir coordinateur défensif des Tar Heels de la Caroline du Nord deux jours plus tard. Le 20 janvier 2022, c'est Skip Holtz (en) qui est annoncé aux postes d'entraîneur principal et de directeur général des Stallions.
Birmingham termine la saison 2022 avec un bilan de 9 victoires pour une défaite, et remportent le titre de champion de la Division Sud. À ce titre, ils rencontrent en ½ finale le deuxième de la division Nord, les Breakers de La Nouvelle-Orléans. Ils remportent le match 31 à 17 et se qualifient pour la première finale du championnat de l'USFL. Le 3 juillet 2022, ils battent 33 à 30 les Stars de Philadelphie au Tom Benson Hall of Fame Stadium (en) de Canton dans l'Ohio. Victor Bolden Jr. est désigné meilleur joueur de la finale.
Après la saison 2022, les Stallions engagent Zach Potter au poste de directeur général, un ancien directeur du personnel.
En septembre 2023, le site journalistique Axios relate que la XFL est en négociations avancées avec l'USFL pour fusionner les deux ligues avant le début de leurs saisons 2024 respectives. Les responsables de Birmingham ont alors été assurés que les Stalllions feraient partie de cette future ligue si la fusion était effective. La fusion est confirmée par les deux ligues le 28 septembre 2023, tout en précisant que les détails autour cette fusion seraient dévoilés plus tard. En octobre 2023, la XFL enregistre officiellement la marque déposée  « United Football League » et le 30 novembre 2023, Dany Garcia (actionnaire majoritaire de la XFL) annonce sur sa page Instagram que les ligues ont reçus les autorisations nécessaires à la fusion et que les plans pour une "saison combinée" débutant le 30 mars 2024 sont en train d'être finalisés.
La fusion est annoncée officiellement sur la chaîne Fox le 31 décembre 2023, les huit équipes composant la nouvelle ligue étant annoncées le lendemain, transformant les deux ligues en conférences distinctes.

## Palmarès
| Saison         | Ligue | Entraîneur      | Saison régulière | Saison régulière | Saison régulière | Saison régulière | Saison régulière | Saison régulière                                 | Saison régulière                                 | Saison régulière    | Phase finale |
| -------------- | ----- | --------------- | ---------------- | ---------------- | ---------------- | ---------------- | ---------------- | ------------------------------------------------ | ------------------------------------------------ | ------------------- | --- |
| Saison         | Ligue | Entraîneur      | Nb               | V                | D                | N                | %                | +                                                | -                                                | Classement          | Phase finale |
| 2022           | USFL  | Skip Holtz (en) | 10               | 9                | 1                | 0                | 90,0             | 234                                              | 169                                              | 1er division Sud    | Victoire 31-17 en ½ finale contre les Breakers de La Nouvelle-Orléans Victoire 33-30 en finale contre Stars de Philadelphie      |
| 2023           | USFL  | Skip Holtz (en) | 10               | 8                | 2                | 0                | 80,0             | 287                                              | 196                                              | 1er division Sud    | Victoire 47-22 en ½ finale contre les Breakers de La Nouvelle-Orléans Victoire 28-12 en finale contre les Maulers de Pittsburgh  |
| 2024           | UFL   | Skip Holtz (en) | 10               | 9                | 1                | 0                | 90,0             | 265                                              | 180                                              | 1er conférence USFL | Victoire 31-18 en finale de conférence contre les Panthers du Michigan Victoire 25-0 en finale contre les Brahmas de San Antonio |
| Totaux en USFL | 30    | 26              | 4                | 0                | 68,0             | 786              | 545              | 3 titres, 6 matchs de phase finale (6 victoires) | 3 titres, 6 matchs de phase finale (6 victoires) |                     | |

| Saison | Ligue | Division | Entraîneur | Stade                                               | Adversaire                      | Résultat |
| ------ | ----- | -------- | ---------- | --------------------------------------------------- | ------------------------------- | -------- |
| 2022   | USFL  | Sud      | Skip Holtz | Tom Benson Hall of Fame Stadium (en) • Canton, Ohio | Breakers de La Nouvelle-Orléans | 31 - 17  |
| 2023   | USFL  | Sud      | Skip Holtz | Protective Stadium • Birmingham, Alabama            | Breakers de La Nouvelle-Orléans | 47 - 22  |
| 2024   | UFL   | UFL      | Skip Holtz | Protective Stadium • Birmingham, Alabama            | Panthers du Michigan            | 31 - 28  |

| Saison | Ligue | Entraîneur | Stade                                               | Adversaire             | Résultat |
| ------ | ----- | ---------- | --------------------------------------------------- | ---------------------- | -------- |
| 2022   | USFL  | Skip Holtz | Tom Benson Hall of Fame Stadium (en) • Canton, Ohio | Stars de Philadelphie  | 33 - 30  |
| 2023   | USFL  | Skip Holtz | Tom Benson Hall of Fame Stadium (en) • Canton, Ohio | Maulers de Pittsburgh  | 28 - 12  |
| 2024   | UFL   | Skip Holtz | The Dome at America's Center • St. Louis, Missouri  | Brahmas de San Antonio | 25 - 0   |

## Records de franchise
| Statistique                                                 | Joueur                | Record          | Saison    |
| ----------------------------------------------------------- | --------------------- | --------------- | --------- |
| Yards gagnés à la passe                                     | Alex McGough (en)     | 2 564 yards     | 2022-2023 |
| Touchdowns à la passe                                       | Alex McGough (en)     | 23              | 2022-2023 |
| Yards gagnés à la course                                    | C. J. Marable (en)    | 1 219 yards     | 2022      |
| TDs inscrits à la course                                    | C. J. Marable (en)    | 11              | 2022      |
| Yards gagnés en réceptions                                  | Jace Sternberger (en) | 1 428 yards     | 2023-2024 |
| TDs en réceptions                                           | Jace Sternberger (en) | 8               | 2023-2024 |
| Nombre de réceptions                                        | C. J. Marable (en)    | 66              | 2022-2024 |
| Nombre d'interceptions                                      | A. J. Thomas (en)     | 3 interceptions | 2024      |
| Nombre de sacks                                             | DeMarquis Gates (en)  | 8 ½ sacks       | 2022-2024 |
| Nombre de plaquages                                         | DeMarquis Gates (en)  | 99              | 2022-2024 |
| Bilan par entraîneur                                        | Skip Holtz (en)       | 26/30 victoires | 2022-2024 |
| Note : Record au total des saisons jouées dans la franchise |                       |                 |           |